# اسپندارهای خاردار
اسپندارهای خاردار (نام علمی: Acanthocereus) نام یک سرده از تبار ستبراسپندارتباران است.